# Peltophryne taladai
Espèce
Synonymes
- Bufo taladai Schwartz, 1960

Statut de conservation UICN

 VU B1ab(iii) : Vulnérable
Peltophryne taladai est une espèce d'amphibiens de la famille des Bufonidae.

## Répartition
Cette espèce est endémique de Cuba. Elle se rencontre de la province de Cienfuegos à la province de Guantánamo jusqu'à 560 m d'altitude.

## Description
Les mâles mesurent jusqu'à 138 mm et les femelles jusqu'à 147 mm.

## Étymologie
Cette espèce est nommée en l'honneur de James R. Talada.

## Publication originale
- Schwartz, 1960 : The large toads of Cuba. Proceedings of the Biological Society of Washington, vol. 73, p. 45-56 (texte intégral).